# Баринас
Барѝнас (на испански: Barinas) е град в едноименния щат Баринас, Венецуела. Градът е с население от 236 000 жители (2000 г.) и обща площ от 30 км². Основан е под друго име първоначално през 1577 г. Намира се на 165 км от град Мерида и на 525 км от столицата Каракас.